# Badisches Landrecht 1622

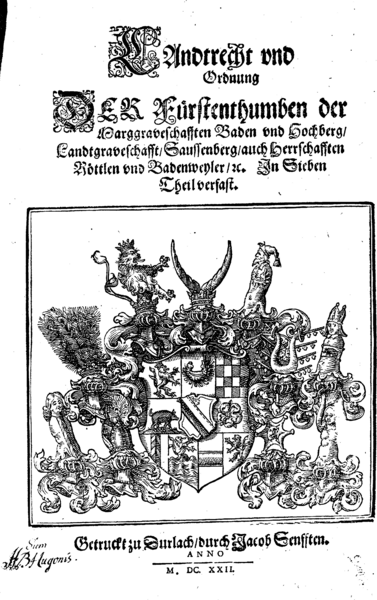
Badisches Landrecht von 1622

Das Badische Landrecht von 1622 wurde auf Initiative von Markgraf Georg Friedrich von Baden-Durlach für die während der oberbadischen Okkupation zeitweise vereinigten Markgrafschaften Baden-Durlach und Baden-Baden entworfen und erstmals 1622 gedruckt. Aufgrund der Wirren des Dreißigjährigen Krieges wurde es aber erst 1654 und nur für die Baden-Durlach in Kraft gesetzt und wurde offiziell erst abgelöst durch das badische Landrecht von 1810.

## Geschichte
Als Georg Friedrich 1604, nach dem Tode seines Bruders Ernst Friedrich, die Herrschaft über die beiden badischen Markgrafschaften übernahm, war er entschlossen das Land dauerhaft zu vereinigen. Diesem Zwecke sollte auch die Schaffung eines gemeinsamen Rechts dienen.
In der Markgrafschaft Baden-Baden hatte zwar am 2. Januar 1588 Markgraf Philipp II. ein Landrecht erlassen, das jedoch damals nicht gedruckt und so vermutlich nie wirklich wirksam wurde. Erst 1805 wurde dieses Gesetz in eine gedruckte Sammlung aufgenommen.
Georg Friedrich stützte sich auch auf diesem Gebiet – wie in der Politik – auf die Kurpfalz und übernahm weitgehend deren Landrecht von 1582. Das bereits 1619 fertiggestellte Werk wurde erst 1622 – kurz vor der Abdankung Georg Friedrichs – gedruckt. 1654 ließ sein Sohn und Nachfolger Friedrich das Landrecht neu drucken und setzte es für die Markgrafschaft Baden-Durlach in Kraft. 1710 und 1773 wurde das Gesetz nochmals neu aufgelegt, was dafür spricht, dass es auch tatsächlich angewendet wurde.
Das Gesetz war gültig, bis es 1810 durch das neue Landrecht abgelöst wurde, das weitgehend dem französischen Code civil entsprach.